# Lophocrama hemipyria
Lophocrama hemipyria är en fjärilsart som beskrevs av George Francis Hampson 1914. Lophocrama hemipyria ingår i släktet Lophocrama och familjen trågspinnare. Inga underarter finns listade i Catalogue of Life.